# Patricia Silva
Patricia Silva (9 dicembre 1999) è una mezzofondista portoghese.

## Biografia
Nel 2016 veste per la prima volta la maglia della nazionale portoghese ai campionati europei under 18 di Tbilisi, dove però non riesce a qualificarsi per la finale degli 800 metri piani. Ottiene un simile risultato anche ai campionati europei under 20 di Grosseto 2017 negli 800 metri piani e ai mondiali under 20 di Tampere nei 1500 metri piani.
Nel 2019 si classifica sesta nella finale dei 1500 metri piani ai campionati europei under 23 di Gävle e quinta nella staffetta di cross ai campionati europei di corsa campestre di Lisbona. L'anno successivo prende parte ai campionati ibero-americani di atletica leggera, dove conquista la medaglia di bronzo negli 800 metri piani, mentre si classifica quarta sulla medesima distanza ai Giochi del Mediterraneo di Orano.
Nel 2023 non supera le batterie di qualificazione degli 800 metri piani agli europei indoor di Istanbul e ai mondiali di Budapest, così come ai campionati europei di Roma 2024.
Nel 2025, dopo essersi classificata settima nei 1500 metri piani ai campionati europei indoor di Apeldoorn, conquista la medaglia di bronzo ai campionati mondiali indoor di Nanchino.
In carriera ha conquistato nove titoli di campionessa nazionale assoluta: quattro negli 800 metri piani, uno nei 1500 metri piani, uno nella staffetta 4×400 metri, due negli 800 metri piani indoor e uno nei 1500 metri piani indoor.

## Record nazionali
- 800 metri piani su pista corta: 1'59"80 (i) ( Nanchino, 23 marzo 2025)

## Progressione

### 400 metri piani
| Stagione | Tempo | Luogo          | Data      | Rank. Mond. |
| -------- | ----- | -------------- | --------- | ----------- |
| 2024     | 56"08 | Lisbona        | 17-7-2024 |             |
| 2023     | 54"67 | Lisbona        | 10-6-2023 |             |
| 2018     | 58"20 | Vagos          | 30-6-2018 |             |
| 2017     | 58"88 | Marinha Grande | 8-7-2017  |             |
| 2016     | 58"12 | Viseu          | 9-7-2016  |             |

### 400 metri piani pista corta
| Stagione | Tempo    | Luogo  | Data      | Rank. Mond. |
| -------- | -------- | ------ | --------- | ----------- |
| 2023     | 56"12(i) | Pombal | 11-3-2023 |             |

### 800 metri piani
| Stagione | Tempo      | Luogo      | Data      | Rank. Mond. |
| -------- | ---------- | ---------- | --------- | ----------- |
| 2025     | 1'59"80(i) | Nanchino   | 23-3-2025 |             |
| 2024     | 2'01"56    | Budapest   | 26-5-2024 |             |
| 2023     | 2'00"07    | Huelva     | 6-6-2023  |             |
| 2022     | 2'03"12    | Orano      | 2-7-2022  |             |
| 2021     | 2'14"72    | Guimarães  | 4-7-2021  |             |
| 2019     | 2'05"70    | Barcellona | 17-7-2019 |             |
| 2018     | 2'06"45    | Maia       | 2-6-2018  |             |
| 2017     | 2'09"43(i) | Pombal     | 19-2-2017 |             |
| 2016     | 2'11"31    | Huelva     | 3-6-2016  |             |
| 2015     | 2'12"30    | Braga      | 5-7-2015  |             |

### 800 metri piani pista corta
| Stagione | Tempo      | Luogo      | Data      | Rank. Mond. |
| -------- | ---------- | ---------- | --------- | ----------- |
| 2025     | 1'59"80(i) | Nanchino   | 23-3-2025 |             |
| 2024     | 2'04"41(i) | Metz       | 3-2-2024  |             |
| 2023     | 2'05"14(i) | Manchester | 28-1-2023 |             |
| 2022     | 2'06"96(i) | Pombal     | 27-2-2022 |             |
| 2018     | 2'13"90(i) | Pombal     | 21-1-2018 |             |
| 2017     | 2'09"43(i) | Pombal     | 19-2-2017 |             |
| 2016     | 2'17"51(i) | Pombal     | 31-1-2016 |             |

### 1500 metri piani
| Stagione | Tempo      | Luogo         | Data      | Rank. Mond. |
| -------- | ---------- | ------------- | --------- | ----------- |
| 2025     | 4'05"02(i) | Pombal        | 22-2-2025 |             |
| 2024     | 4'15"67(i) | Pombal        | 10-2-2024 |             |
| 2023     | 4'14"63    | Nerja         | 18-5-2023 |             |
| 2022     | 4'15"72    | Huelva        | 25-5-2022 |             |
| 2021     | 4'33"36    | Ribeira Brava | 22-5-2021 |             |
| 2019     | 4'15"75    | Huelva        | 20-6-2019 |             |
| 2018     | 4'17"90    | Huelva        | 8-6-2018  |             |
| 2017     | 4'25"57    | Huelva        | 14-6-2017 |             |
| 2016     | 4'45"22    | Lisbona       | 23-7-2016 |             |

### 1500 metri piani pista corta
| Stagione | Tempo      | Luogo  | Data      | Rank. Mond. |
| -------- | ---------- | ------ | --------- | ----------- |
| 2025     | 4'05"02(i) | Pombal | 22-2-2025 |             |
| 2024     | 4'15"67(i) | Pombal | 10-2-2024 |             |
| 2023     | 4'19"69(i) | Pombal | 22-1-2023 |             |
| 2018     | 4'38"61(i) | Madrid | 10-2-2018 |             |
| 2017     | 4'34"45(i) | Pombal | 25-2-2017 |             |

## Palmarès
| Anno | Manifestazione             | Sede          | Evento             | Risultato | Prestazione | Note             |
| ---- | -------------------------- | ------------- | ------------------ | --------- | ----------- | ---------------- |
| 2016 | Europei under 18           | Tbilisi       | 800 m piani        | Batteria  | 2'16"01     |                  |
| 2017 | Europei under 20           | Grosseto      | 800 m piani        | Batteria  | 2'12"43     |                  |
| 2018 | Mondiali under 20          | Tampere       | 1500 m piani       | Batteria  | 4'24"57     |                  |
| 2018 | Europei di cross           | Tilburg       | Corsa under 20     | 48ª       | 14'42"      |                  |
| 2018 | Europei di cross           | Tilburg       | A squadre          | 9ª        | 112 p.      | [ 1 ]            |
| 2019 | Europei under 23           | Gävle         | 1500 m piani       | 6ª        | 4'26"06     |                  |
| 2019 | Europei di cross           | Lisbona       | Staffetta di cross | 5ª        | 18'29"      | [ 2 ]            |
| 2022 | Campionati ibero-americani | La Nucia      | 800 m piani        | Bronzo    | 2'04"23     |                  |
| 2022 | Giochi del Mediterraneo    | Orano         | 800 m piani        | 4ª        | 2'03"12     |                  |
| 2022 | Europei di cross           | Venaria Reale | Staffetta di cross | 10ª       | 17'56"      | [ 3 ]            |
| 2023 | Europei indoor             | Istanbul      | 800 m piani        | Batteria  | 2'07"58     |                  |
| 2023 | Mondiali                   | Budapest      | 800 m piani        | Batteria  | 2'05"54     |                  |
| 2024 | Europei                    | Roma          | 800 m piani        | Batteria  | 2'05"03     |                  |
| 2024 | Europei di cross           | Antalya       | Staffetta di cross | 9ª        | 19'04"      | [ 4 ]            |
| 2025 | Europei indoor             | Apeldoorn     | 1500 m piani       | 7ª        | 4'09"97     |                  |
| 2025 | Mondiali indoor            | Nanchino      | 800 m piani        | Bronzo    | 1'59"80     | Record nazionale |

## Campionati nazionali
- 4 volte campionessa portoghese assoluta degli 800 metri piani (2019, 2022, 2023, 2024)
- 1 volta campionessa portoghese assoluta dei 1500 metri piani (2024)
- 1 volta campionessa portoghese assoluta della staffetta 4×400 metri (2023)
- 2 volte campionessa portoghese assoluta degli 800 metri piani indoor (2022, 2023)
- 1 volta campionessa portoghese assoluta dei 1500 metri piani indoor (2025)
- 1 volta campionessa portoghese under 23 dei 1500 metri piani indoor (2017)
- 2 volte campionessa portoghese under 20 degli 800 metri piani (2015, 2018)
- 1 volta campionessa portoghese under 20 degli 800 metri piani indoor (2017)
- 1 volta campionessa portoghese under 20 dei 1500 metri piani indoor (2017)
- 2 volte campionessa portoghese under 18 degli 800 metri piani (2015, 2016)

2015
- Oro ai campionati portoghesi under 18, 800 m piani - 2'15"11
- Oro ai campionati portoghesi under 20, 800 m piani - 2'12"30

2016
- Oro ai campionati portoghesi under 18, 800 m piani - 2'12"04

2017
- Oro ai campionati portoghesi under 20 indoor, 800 m piani pista corta - 2'14"12
- Oro ai campionati portoghesi under 20 indoor, 1500 m piani pista corta - 4'51"28
- Argento ai campionati portoghesi under 23 indoor, 800 m piani pista corta - 2'10"37
- Oro ai campionati portoghesi under 23 indoor, 1500 m piani pista corta - 4'34"45
- Argento ai campionati portoghesi assoluti, 800 m piani - 2'14"33

2018
- Argento ai campionati portoghesi under 20 indoor, 800 m piani pista corta - 2'13"90
- 4ª ai campionati portoghesi under 20 indoor, 1500 m piani pista corta - 4'42"35
- Argento ai campionati portoghesi under 20, 400 m piani - 58"20
- Oro ai campionati portoghesi under 20, 800 m piani - 2'10"69
- Argento ai campionati portoghesi under 23, 800 m piani - 2'11"05
- Argento ai campionati portoghesi under 23, 1500 m piani - 4'32"70

2019
- Oro ai campionati portoghesi assoluti, 800 m piani - 2'07"42

2022
- Oro ai campionati portoghesi assoluti indoor, 800 m piani pista corta - 2'06"96
- Oro ai campionati portoghesi assoluti, 800 m piani - 2'05"87

2023
- Oro ai campionati portoghesi assoluti indoor, 800 m piani pista corta - 2'06"06
- Bronzo ai campionati portoghesi assoluti indoor, 1500 m piani pista corta - 4'21"99
- Oro ai campionati portoghesi assoluti, 800 m piani - 2'03"64
- Oro ai campionati portoghesi assoluti, staffetta 4×400 m - 3'50"01

2024
- Argento ai campionati portoghesi assoluti indoor, 800 m piani pista corta - 2'08"13
- Oro ai campionati portoghesi assoluti, 800 m piani - 2'06"27
- Oro ai campionati portoghesi assoluti, 1500 m piani - 4'22"90

2025
- Oro ai campionati portoghesi assoluti indoor, 1500 m piani pista corta - 4'05"02

## Altre competizioni internazionali
2023
- 6ª al Manchester World Indoor Tour Bronze ( Manchester), 800 m piani pista corta - 2'05"14
- 8ª ai campionati europei a squadre, Prima divisione ( Chorzów), 800 m piani - 2'01"82

2025
- 5ª al World Indoor Tour Gold Madrid ( Madrid), 800 m piani pista corta - 2'01"32